# اندیس سورمق۳
سورمق۳ یک اندیس غیرفلزی است که در حوالی شهر آباده استان فارس قرار دارد و مادهٔ معدنی موجود در آن، باریت است.سنگ میزبان این اندیس آهک است و دیرینگی آن به دوران تریاس می‌رسد. 